# Suspensió de Cardan

Il·lustració d'un joc de dos eixos.

La suspensió de Cardan, per al·lusió a l'inventor italià Girolamo Cardano (1501-1576) és un mecanisme de suspensió consistent en dos cercles concèntrics els eixos dels quals formen un angle recte, que permet mantenir l'orientació d'un eix de rotació a l'espai encara que el seu suport es mogui.
Fou descrit en detall per la primera vegada per Gerolamo Cardano, que no se n'atribuí la invenció, com que el principi ja fou descrit per Filó de Bizanci al segle iii aC. Es fa servir per a muntar-hi giroscopis (masses rotatòries) per tal que puguin orientar els seus eixos de rotació en qualsevol direcció de l'espai o per estabilitzar càmeres, sobretot per a la fotografia d'acció.

Animació d'un joc de tres eixos.